# Groß Börnecke
Groß Börnecke (tot 2 november 1950 Preußisch Börnecke) is een plaats en voormalige gemeente in de Duitse deelstaat Saksen-Anhalt, en maakt deel uit van de Landkreis Salzlandkreis.

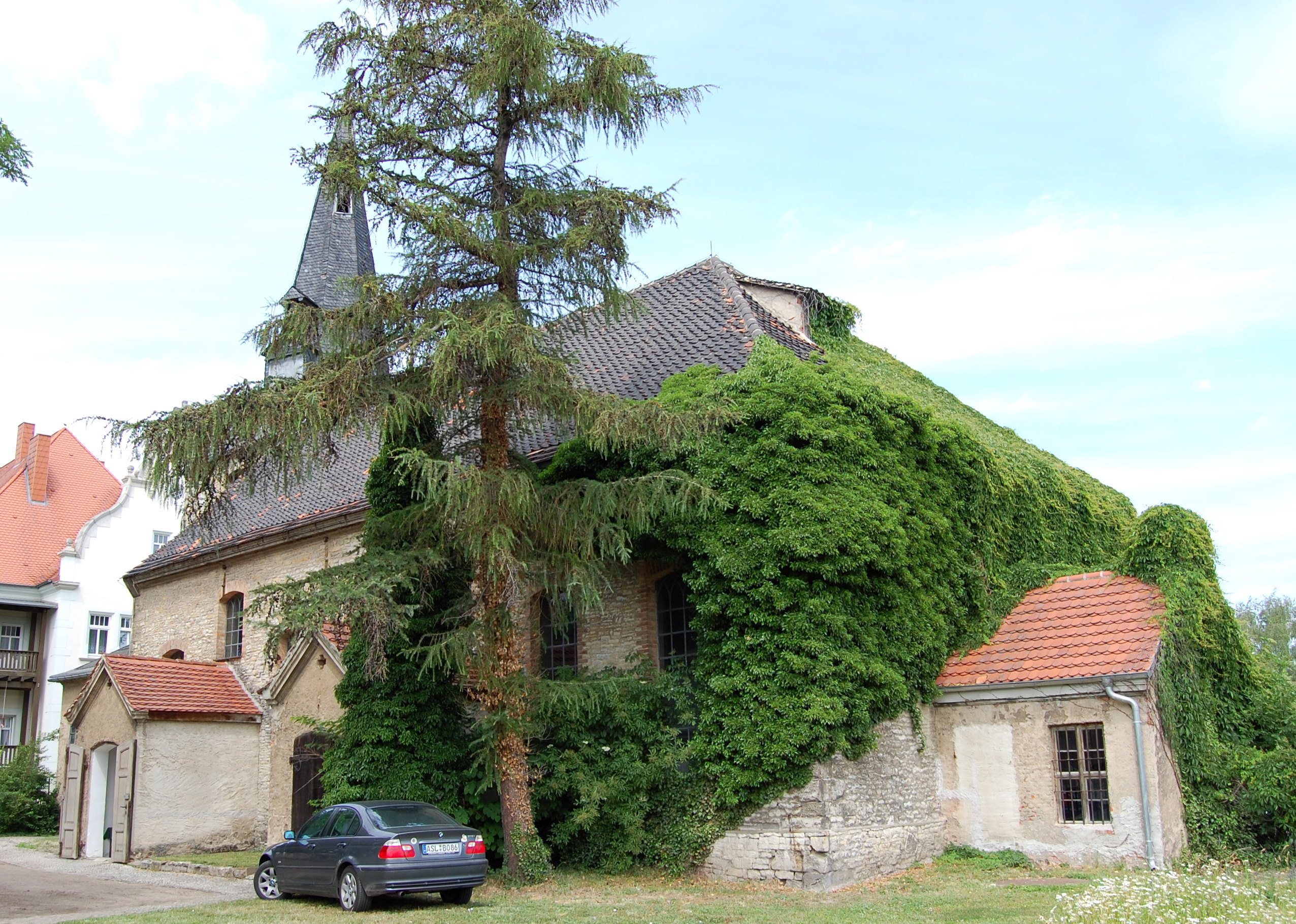
Kerk van Sankt Clemens

Groß Börnecke telt 2.014 inwoners.